# Lars Krutak

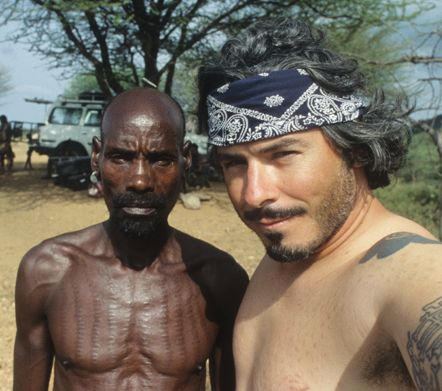
Lars Krutak (rechts) in Äthiopien

Lars Krutak (* 14. April 1971 in Lincoln) ist ein US-amerikanischer Anthropologe, Fotograf und Schriftsteller, der für seine Forschungen über Tattoo und seinen kulturellen Hintergrund bekannt ist. Er produzierte und moderierte die 10-teilige Dokumentationsreihe Tattoo Hunter, in der er durch die indigene Welt reist, um schwindende Kunstformen der Körpermodifikation zu zeigen. Von 1999 bis 2014 arbeitete Krutak als Archäologe und Repatriierungsoffizier am National Museum of the American Indian and National Museum of Natural History und ermöglichte die Rückkehr von menschlichen Überresten, Grabbeigaben, heiligen und zeremoniellen Objekten. Heute ist er wissenschaftlicher Mitarbeiter am  Museum of International Folk Art.

## Leben

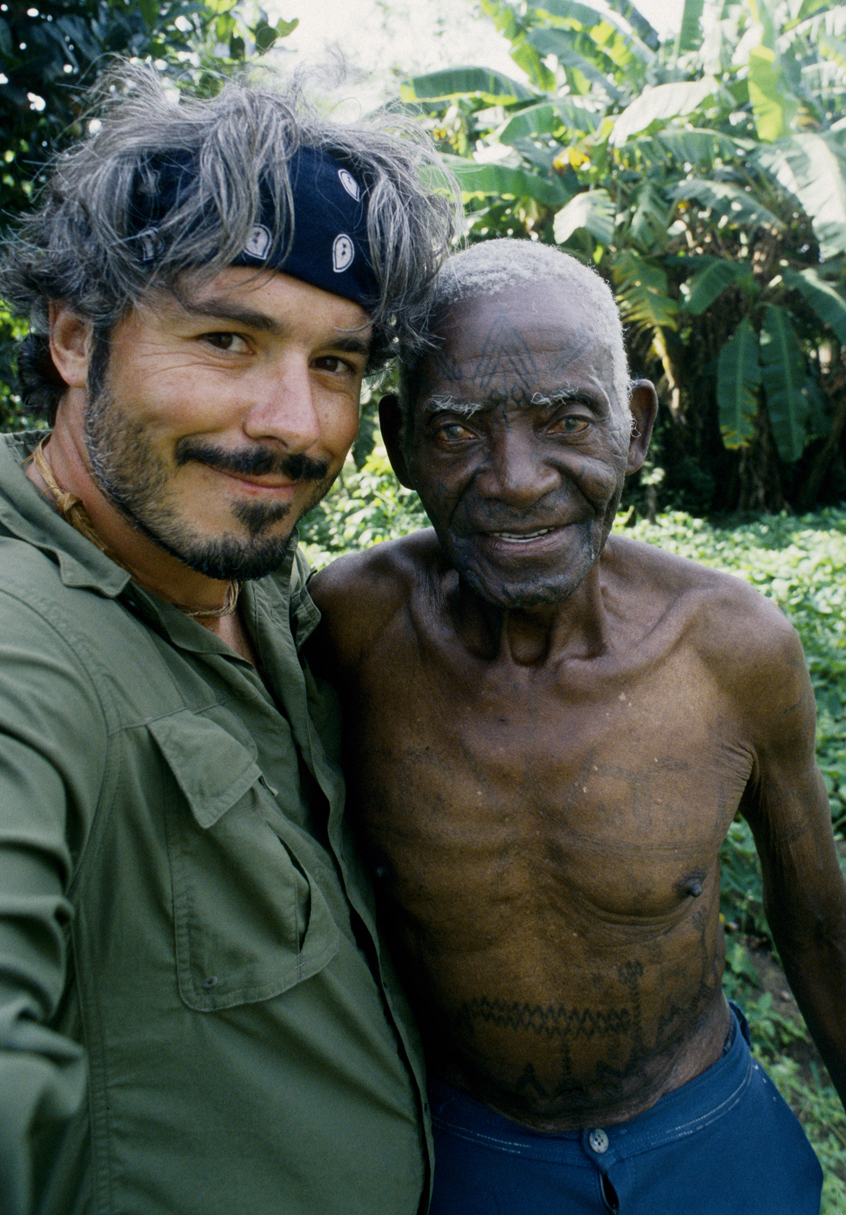
Lars Krutak (links) in Mosambik

Lars Krutak wurde in Lincoln, Nebraska als Sohn von Paul Krutak, einem reisenden Geologen und Universitätsprofessor, geboren. Er studierte Kunstgeschichte und Anthropologie an der University of Colorado in Boulder und zog nach seinem Abschluss im Jahr 1993 nach San Francisco. 1996 besuchte Krutak die Graduiertenschule an der University of Alaska in Fairbanks, wo er seine Abschlussarbeit One stitch at a time : ivalu and Sivuqaq tattoo verfasste. Zwischen 1998 und 2003 arbeitete er für die Organisation für Sicherheit und Zusammenarbeit in Europa als Demokratisierungsanalytiker und angewandter Anthropologe in mehreren Ländern des ehemaligen Jugoslawiens und überwachte die Wahlreformen. Seit 2002 war Krutak als anthropologischer Berater für drei Produktionen des National Geographic Channel tätig. Im Jahr verfasste er seine Dissertation mit dem Thema Selling the Copper Canyon: Tourism and Rarámuri Socioeconomics in Northwest Mexico und wurde an der Arizona State University promoviert.

## Wirken
Krutaks Buch The Tattooing Arts of Tribal Women  wurde 2007 veröffentlicht und war das erste Buch, das sich auf die Tattoo-Kunst indigener Frauen weltweit konzentrierte. Im August 2010 veröffentlichte Krutak einen Bildband mit dem Titel Kalinga Tattoo: Ancient and Modern Expressions of the Tribal (Body Art Tattooing).
Krutaks Tattoo-Forschung wird regelmäßig international in den Zeitschriften TätowierMagazin (Deutschland), Total Tattoo (Großbritannien) und Skin & Ink Magazine (USA) veröffentlicht. Krutak veröffentlicht seine Forschungen auch in Bild und Ton; 2009 drehte er einen Film über die Skarifizierungen der Kaningara.
Krutak kuratierte die Ausstellung Tattoo: Identity through Ink, die von Mai bis September 2022 im Migrationsmuseum Museum of Danish America gezeigt wurde.

## Werke (Auswahl)
- Kalinga Tattoo: Ancient and Modern Expressions of the Tribal. Edition Reuss, Glattbach 2010, ISBN 978-3-934020-86-3.
- Spiritual Skin: Magical Tattoos and Scarification, Edition Reuss, Glattbach 2010, ISBN 978-3-943105-11-7.